# Micreremites bhutanica
Micreremites bhutanica är en fjärilsart som beskrevs av Embrik Strand 1922. Micreremites bhutanica ingår i släktet Micreremites och familjen nattflyn. Inga underarter finns listade i Catalogue of Life.